# Giovanni Battista Guttadauro di Reburdone
Giovanni Battista Guttadauro di Reburdone (Catania, 13 settembre 1814 – 26 aprile 1896) è stato un vescovo cattolico italiano.

## Biografia
Fu ordinato presbitero il 22 settembre 1838.

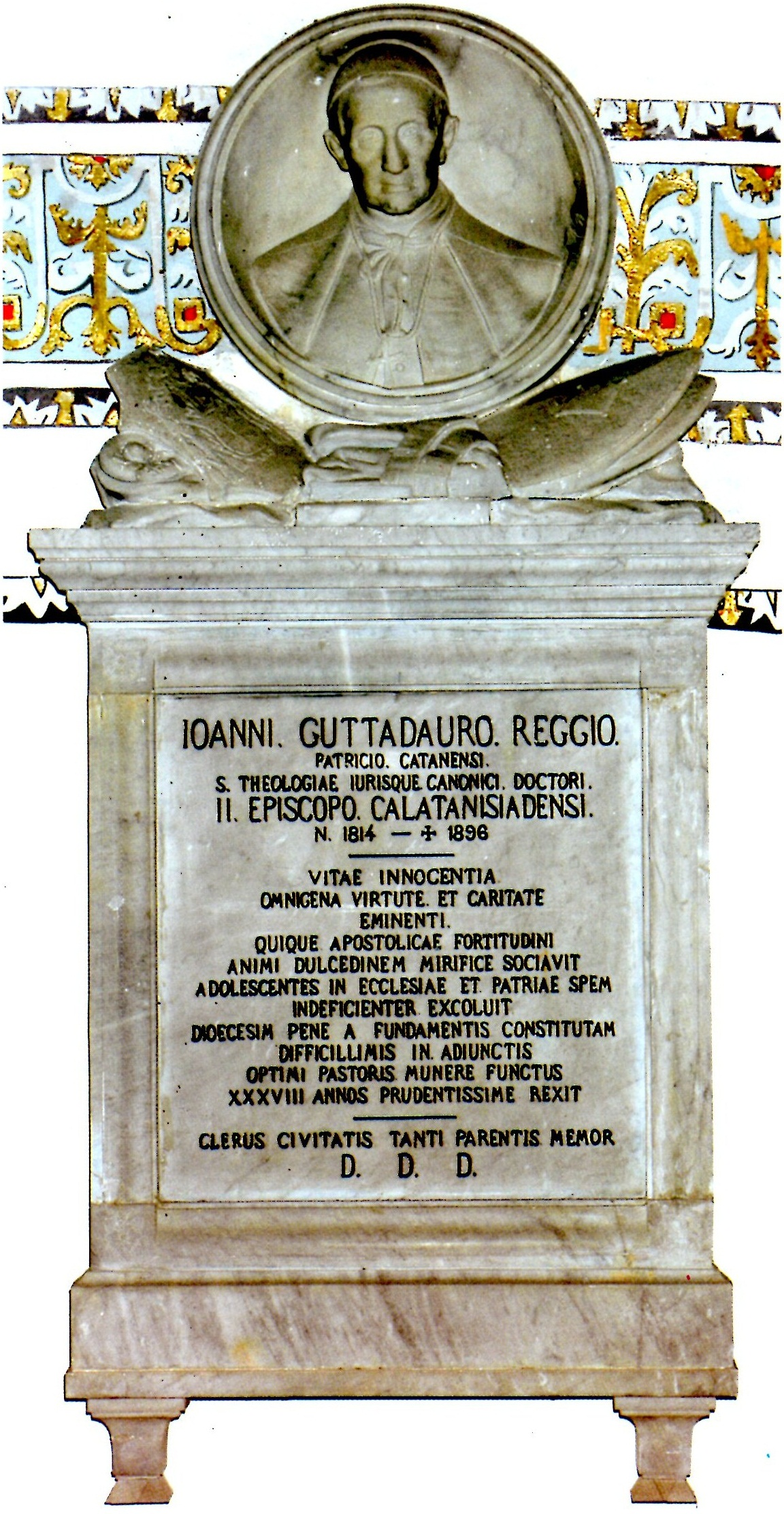
Monumento funebre in onore di Mons. Guttadauro, all'interno della Chiesa madre di San Cataldo

Il 23 dicembre 1858 papa Pio IX lo nominò vescovo di Caltanissetta.
Ricevette l'ordinazione episcopale il 9 gennaio 1859 nella basilica dei Santi XII Apostoli di Roma dal cardinale Girolamo d'Andrea, prefetto della Congregazione dell'Indice, coconsacranti Melchiade Ferlisi, patriarca titolare di Antiochia dei Latini, e Benedetto D'Acquisto, arcivescovo metropolita di Monreale.
Associò al governo della diocesi il nipote Giuseppe Francica-Nava de Bondifè, che consacrò vescovo.
Dal punto di vista culturale, il suo episcopato è caratterizzato dalla fondazione nel 1859 dell'Accademia Filosofico-Teologica «San Tommaso d'Aquino», oggi istituto teologico a lui dedicato, affiliato alla Pontificia Facoltà Teologica di Sicilia.
Morì il 26 aprile 1896 dopo 37 anni di governo pastorale della diocesi.

## Genealogia episcopale e successione apostolica
La genealogia episcopale è:
- Cardinale Scipione Rebiba
- Cardinale Giulio Antonio Santori
- Cardinale Girolamo Bernerio, O.P.
- Arcivescovo Galeazzo Sanvitale
- Cardinale Ludovico Ludovisi
- Cardinale Luigi Caetani
- Cardinale Ulderico Carpegna
- Cardinale Paluzzo Paluzzi Altieri degli Albertoni
- Papa Benedetto XIII
- Papa Benedetto XIV
- Papa Clemente XIII
- Cardinale Marcantonio Colonna
- Cardinale Giacinto Sigismondo Gerdil, B.
- Cardinale Giulio Maria della Somaglia
- Cardinale Luigi Lambruschini, B.
- Cardinale Girolamo d'Andrea
- Vescovo Giovanni Battista Guttadauro di Reburdone

La successione apostolica è:
- Vescovo Mariano Palermo (1881)
- Cardinale Giuseppe Francica-Nava de Bondifè (1883)